# Liste der Länderspiele der jemenitischen Futsalnationalmannschaft
Die Liste der Länderspiele der jemenitischen Futsalnationalmannschaft beinhaltet alle A-Länderspiele dieser Auswahl. Die Auswahl bestritt ihr erstes Länderspiel am 23. Dezember 2008. Sie nahm einmalig an der Arab Futsal Championship teil. Sie konnte keines ihrer Spiele gewinnen.
| Nr. | Datum         | Ergebnis | Gegner   | Austragungsort  | Anlass                        | Bemerkung                      |
| --- | ------------- | -------- | -------- | --------------- | ----------------------------- | ------------------------------ |
| 01  | 23. Dez. 2008 | 1:10     | Algerien | Port Said (EGY) | Arabische Futsalmeisterschaft | Erstes Spiel gegen Algerien    |
| 02  | 24. Dez. 2008 | 2:16     | Libanon  | Port Said (EGY) | Arabische Futsalmeisterschaft | Erstes Spiel gegen den Libanon |
| 03  | 26. Dez. 2008 | 0:12     | Libyen   | Port Said (EGY) | Arabische Futsalmeisterschaft | Erstes Spiel gegen Libyen      |
| 04  | 27. Dez. 2008 | 2:8      | Irak     | Port Said (EGY) | Arabische Futsalmeisterschaft | Erstes Spiel gegen den Irak    |